# BRM P207
BRM P207 — шасси команды British Racing Motors в «Формуле-1», использовавшееся командой в её последнем сезоне — 1977.

## История
В сезоне 1977 «Формулы-1» команда British Racing Motors смогла провести лишь десять гонок из семнадцати (девять из них на BRM P207) и выставляла в них лишь одного пилота. На Гран-при Бразилии это был австралиец Ларри Перкинс. Стартовав 22-м, Перкинс проехал лишь один круг из-за утечки воды и перегрева двигателя. Следующие пилоты BRM, ездившие на P207 — Конни Андерсон (Швеция), Гай Эдвардс (Великобритания) и Тедди Пилетт (Бельгия) — даже не сумели пройти квалификацию в тех Гран-при, в которых участвовали. Гран-при Италии 1977 года стало последней гонкой «Формулы-1» в истории команды British Racing Motors.